# Ian Frenkel
Ian Frenkel (în rusă Ян Абрамович Френкель, n. 21 noiembrie 1920, Kiev, URSS – d. 25 august 1989, Riga, Republica Sovietică Socialistă Letonă, URSS) a fost un compozitor rus.